# دیه‌گو پرز
دیه‌گو پرز (انگلیسی: Diego Pérez؛ زاده ۱۸ مهٔ ۱۹۸۰) یک بازیکن فوتبال اهل اروگوئه است.
وی همچنین در تیم ملی فوتبال اروگوئه بازی کرده‌است.